# Голая Джульетта
Голая Джульетта (англ. Juliet, Naked) — роман британского писателя Ника Хорнби, выпущенный издательством Riverhead Books 29 сентября 2009 г. В нём рассказывается о судьбе уже не совсем юной Энни, которая на протяжении долгого времени оставалась в статусе подруги музыкального фаната Дункана, и ее встрече с предметом обожания Дункана, вымышленным рок-исполнителем и автором песен, Такером Кроу. События романа разворачиваются после выхода в свет альбома Голая Джульетта, который Такер Кроу записал после творческого кризиса и молчания, затянувшегося на два десятилетия.

## Сюжет
Дункан, музыкальный фанат и исследователь творчества Такера Кроу, получает диск под названием 'Голая Джульетта', на котором записаны необработанные акустические версии песен из предыдущего альбома музыканта под названием 'Джульетта', принесшего ему когда-то известность. Подруга Дункана Энни первой знакомится с новым диском. Узнав об этом, Дункан выходит из себя. Ситуация усугубляется тем, что Энни критикует альбом. Дункан пишет восторженный отзыв об альбоме и публикует его на сайте фанатов Такера Кроу. Энни, в свою очередь, также пишет эмоциональный, но полный критики обзор нового альбома Кроу, и после публикации его на том же сайте получает ответ от самого музыканта. Между Такером и Энни завязывается дружеская переписка, которая увлекает Энни все больше, поскольку неожиданно открывает ей глаза на несостоятельность и бесперспективность ее отношений с Дунканом.
Такер Кроу живет в штате Пенсильвания. Он ожидает приезда своей дочери Лиззи, с которой он никогда ранее не встречался. У него пятеро детей от четырёх разных женщин, и лишь его младший сын Джексон не лишен его отеческой заботы и внимания (Такер живет с Джексоном и его матерью Кэт). По приезде Лиззи сообщает Такеру, что она ждёт ребенка.
У Дункана завязывается роман с его новой коллегой Джиной. Он рассказывает о проведенной с ней ночи Энни, после чего Энни настаивает на том, чтобы он немедленно уехал из ее дома. Энни обращается за помощью к своему психотерапевту Малькому, который осуждает ее. Дункан вскоре сожалеет о том, что оставил Энни и лишился налаженного быта и комфорта ради интрижки с Джиной, однако Энни отказывается дать ему шанс все исправить.
Кэт настаивает о разрыве отношений с Такером, однако Джексон остается с ним. На этот раз Такер старается полностью выполнить свои отцовские обязательства и искренне любит сына. Энни распечатывает фотографию Такера и Джексона, вешает её на холодильник и приглашает Дункана на чай. Она надеется, что Дункан увидит фотографию. Не без удовольствия понимая, что Дункан не узнал предмет своего обожания, Энни сообщает ему о том, что она состоит с в отношениях с мужчиной на фотографии.
Она сожалеет о безрадостных годах, потраченных впустую на отношения с Дунканом, и однажды отправляется в паб со своей подругой Роз в поисках новых знакомств. Она встречает Гэва и Барнси, двух немолодых исполнителей северного соула. Барнси провожает ее до дома и признается ей в любви, но Энни отказывается провести с ним ночь. На следующий день Энни обсуждает происшествие со своим психотерапевтом.
Такер узнает, что Лиззи потеряла ребёнка, и Кэт настаивает на том, что он должен навестить дочь. Поскольку у Такера нет денег, его с Джексоном поездку в Лондон оплачивает отчим Лиззи. По приезде в Лондон Такер плохо себя чувствует: у него сердечный приступ. Его госпитализируют. Джексон панически боится, что его отец может умереть. Лиззи приглашает всех детей Такера и его бывших жен в Лондон, поскольку считает, что это — единственная возможность всем собраться вместе.
Из небольшого отступления от основного рассказа мы узнаем о том, что заставило Такера внезапно завершить музыкальную карьеру: он узнал, что пока он упивался своей любовью к Джули (Джульетте), девушке модельной внешности, которая оказалась пустышкой, не способной на глубокое чувство, у него родилась дочь Грэйс.
Энни навещает Такера в больнице, и он просит ее увезти его на время в свой дом, поскольку он не готов к встрече со своей «семьей». На следующий день Энни увозит Такера и Джексона в тихий городок недалеко от Лондона. Она узнает, что Такер так и не встретился с Грэйс. Такер рассказывает ей о Грэйс и Джульетте, и Энни настаивает, чтобы он позвонил кому-нибудь из семьи, чтобы они не волновались.
Энни и Такер обсуждают его творчество. Такер считает, что он не сделал ничего выдающегося, и его талант сильно преувеличен. Энни же доказывает ему, что его музыка глубока и значима, что, однако, не говорит о том, что он хороший человек. Она также признается ему, что состояла в отношениях с тем самым Дунканом, который написал восторженный отзыв на новый альбом Такера. Энни просит Такера встретиться с Дунканом, но он отказывается это сделать. Однако эта встреча происходит случайно уже на следующий день. Такер представляется Дункану, но Дункан не верит тому, что перед ним Такер Кроу собственной персоной. Все хорошенько обдумав и решив, что Энни незачем его обманывать, Дункан приходит к Энни снова, и Такер показывает ему паспорт в качестве доказательства. Они пьют чай и снова речь идет о творчестве и жизни Такера. Музыкант развенчивает некоторые мифы, в которые свято верит Дункан, а он, в свою очередь, высказывает ему свое восхищение его музыкой.
Грэйс звонит Такеру. Она считает, что они с отцом не могут быть близки, потому что это будет означать предательство 'Джульетты'.
В музее Гулнесса открывается выставка, которую курирует Энни. Она предлагает начальству, чтобы Такер Кроу открыл выставку, но его никто не знает. В результате на открытие приглашают местных знаменитостей — танцоров Гэва и Барнси. В этот вечер Энни признается Такеру, что он ей нравится, и предлагает провести вместе ночь. Энни дает Такеру понять, что она принимает меры контрацепции, но на самом деле не делает этого. Такер и Джексон возвращаются в Америку. Энни рассказывает обо всем психотерапевту. Она намерена продать дом, переехать в Америку к Такеру и Джексону. Мальком осуждает ее опрометчивость, его пугает перспектива того, что она может стать матерью-одиночкой. Энни понимает, что советы Малькома ей больше не понадобятся, поскольку она уверена, что все делает правильно.
В эпилоге романа Дункан и другие фанаты обсуждают на сайте новый диск Такера. Многие считают его ужасным, кто-то пишет, что «счастье — это яд». Лишь один новый пользователь сайта пишет, что новый альбом пришелся по ему душе, по сравнению с «мрачноватой Джульеттой».

## Автор о романе
По мнению самого Ника Хорнби, роман рассказывает о таких проблемах, как длительные отношения с партнером, которые оказываются бесперспективными, а также о потерянном времени (оба главных героя — и Энни, и Такер — понимают, что их лучшее время безвозвратно ушло). Кроме того, важное место в романе занимают размышления творческого человека по поводу того, как публика воспринимает то или иное его произведение или творчество в целом. Это — важная автобиографическая деталь, которой Н. Хорнби наделяет своего героя.